# Parada de Campus Las Lagunillas
Campus Las Lagunillas es una parada de la Línea 1 del tranvía de Jaén situada en el campus universitario de Las Lagunillas de la Universidad de Jaén.

## Accesos
Campus de Las Lagunillas: Avda. de Madrid, s/n (frente al Rectorado) 

## Líneas y correspondencias
| << cabecera          | < parada              | Línea | parada >         | cabecera >>   |
| -------------------- | --------------------- | ----- | ---------------- | ------------- |
| Paseo de la Estación | Ciudad de la Justicia |       | Ciudad Sanitaria | Vaciacostales |